# Nel mio mondo
Nel mio mondo è un triplo cofanetto realizzato nel 2004 da RaiTrade in collaborazione con la Promovideo, che si limita a ripubblicare tutti quanti i brani presenti nei tre album incisi da Mia Martini per la Fonit Cetra (Martini Mia..., La mia razza, e Lacrime).
Sono presenti anche Col tempo imparerò, Sos verso il blu scritta da Carla Vistarini e Luigi Lopez (entrambi del 1990) e il provino In una notte così (1992), tutti precedentemente apparsi su altre due compilation.
L'unico inedito è Buio, scritta da Mimmo Cavallo e registrata nel 1992 (doveva far parte dell'album Lacrime).

## Tracce
CD 1
1. Buio (inedito)
2. Gli uomini non cambiano
3. Il fiume dei profumi (1992) (B.Antonacci)
4. Scenne l'argento (1992) (E.Gragnaniello)
5. La sola verità (1990) (G.Morra-M.Fabrizio)
6. Va a marechiaro (1990) (E.Gragnaniello)
7. Amori (1989)
8. Agapimu
9. Statte vicino a me (1989) (E.Gragnaniello)
10. Cercando il sole (1990) (E.Gragnaniello)
11. La mia razza (1990)

CD 2
1. In una notte così
2. La nevicata del 56 (C.Vistarini-L.Lopez- F.M.Cantini-F.Califano)
3. Dio c'è (1992) (M.Cavallo)
4. Lacrime
5. Danza pagana (1990) (M.Cavallo)
6. Versilia (1992)
7. Strade che non si inventeranno mai da sole (1989) (E.Gragnaniello)
8. Io e la musica (1990) (G.Chiocchio-A,Minghi)
9. Notturno (1989) (M.Fabrizio)
10. SOS verso il blu (C.Vistarini-L.Lopez)
11. Chica chica bum

CD 3
1. Col tempo imparerò
2. Uomini farfalla (1992) (M.Piccoli)
3. Donna (1989) (E.Gragnaniello)
4. Un altro atlantico (1990) (M.Piccoli-M.Fabrizio)
5. Stringi di più (1990) (E.Gragnaniello)
6. Spegni la testa (1989) (D.Bertè)
7. Domani più su (!990) (E.Ruggeri-D.Battaglia)
8. Il mio oriente (1992) (M.Cavallo)
9. Il colore tuo (1989)
10. Formalità (1989)
11. Almeno tu nell'universo